# قائمة زملاء الجمعية الملكية المنتخبين في 1704
هذه الصفحة تعرض قائمة زملاء الجمعية الملكية المُنتخبين لعام 1704.

## الزملاء
- Francis Annesley (1663–1750) [الإنجليزية]‏
- جون أربوثنوت
- John Fuller (1680–1745) [الإنجليزية]‏
- Walter Clavell [الإنجليزية]‏
- جورج أمير الدنمارك
- Andrew Tooke [الإنجليزية]‏